# محمد الطيب بن محمد المراكشي
محمد الطيب بن محمد بن عبد الله المراكشي المتوقي 1296-1364هـ.

## ولادته ونشأته
ولد بمنابرة ( متوقي ) بمراكش عام 1296هـ . لما كانت قرية متوقي قد عُرفت بتحدثها العربية الفصحى وعنايتها الفائقة بحفظ القرآن الكريم والأخذ بشتى الفنون وذلك لانتشار المساجد بها لتعليم القرآن والفنون فقد نشأ منذ صغره على حفظ القرآن الكريم وحفظ المتون والأخذ بشتى الفنون إلى أن رحل إلى مصر عام 1324هـ.

## أبرز شيوخه
- خاله الشيخ علي بن أحمد البكري.
- الشيخ أحمد بن محمد المطاعي .
- الشيخ محمد بن إبراهيم السباعي.
- الشيخ الحاج العربي الرحماني.
- الحبيب السباعي.
- الشيخ محمد السوسي.
- الشيخ محمد عبد السلام بوسته.
- الشيخ الحاج أحمد الحداري.
- الشيخ إدريس القادري الفاسي.
- الشيخ أحمد الرفاعي.
- الشيخ الطاهر الجزائري.
- الشيخ أحمد بن أبي القاسم العلياوي.
- الشيخ عبد الله السناري القرشي.
- الشيخ محمد بن عبد الرحمن بن شهاب.
- محدث الشام الشيخ بدر الدين الحسني.
- الشيخ جمال الدين القاسمي.

## رحلاته في طلب العلم
رحل من قريته منابرة إلى مراكش ثم رحل إلى مصر عام1324هـ ثم إلى بنغازي ومكث بها أربع سنوات ثم ذهب إلى الحج عام 1328هـ ثم رحل إلى جاوا عام 1330هـ ثم إلى مصر عام 1331هـ فالشام ثم رحل إلى المدينة المنورة ثم إلى مكة المكرمة عام 1332هـ إلى وفاته .

## دروسه
شارك العلماء بالتدريس في المسجد الحرام بباب علي وبباب السلام منذ عام 1332هـ وبمدرسة الفلاح وبداره في شعب عامر ببرحة الرشيدي كعادة علماء البلد الحرام .

## وظائفه
- مدرساً بالمسجد الحرام.
- مدرساً بمدرسة الفلاح ثم وكيلاً فمديراً فمدرساً حتى وفاته ( لأن مطالعة الكتب ونشر العلم أفضل كما يرى الشيخ رحمه الله).
- عين رئيساً للمحكمة الكبرى عام 1346هـ.

## مؤلفاته
- بغية كل مسلم لصحيح الإمام مسلم .

## وفاته
توفي ليلة الخميس 25/2/1364هـ ودفن بمقابر المعلاة بعد الصلاة عليه عقب صلاة الفجر ليوم الخميس.